# Тормоли 1-е
Тормоли 1-е — деревня в Тавдинском городском округе Свердловской области России.

## Географическое положение
Деревня Тормоли 1-е муниципального образования «Тавдинском городском округе» Свердловской области расположена в 36 километрах (по автотрассе в 56 километрах) к северу-северо-западу от города Тавда. В деревне расположено озеро-старице Тормоли.

## Инфраструктура
В деревне работает учреждение И-299/4 ГУИН.

## Население
| 2002 | 2010 |
| ---- | ---- |
| 158  | ↘40  |